# 小行星6666
小行星6666（6666 Frö）是一颗绕太阳运转的小行星，为主小行星带小行星。该小行星于1993年3月发现。
小行星6666以北歐神話的豐饒之神弗雷命名。 

## 轨道参数
小行星6666的轨道半长轴为2.5776471 UA，离心率为0.237。